# 嘉禾镇
嘉禾镇，是中华人民共和国河北省保定市曲阳县下辖的一个乡镇级行政单位。原为东旺乡，2022年12月27日撤乡设立嘉禾镇。

## 行政区划
嘉禾镇下辖以下地区：
大盖都村、小盖都村、田家庄村、南杏树村、西杏树村、北杏树村、仝东旺村、尚东旺村、崔东旺村、李东旺村、王东旺村、杜东旺村、程东旺村、张东旺村、王家屯村、岗上村、冉家庄村、大高门村、北高门村、支曹村、塔头村、辛庄村和高门屯村。